# Фішербах
Фішербах (нім. Fischerbach) — громада в Німеччині, знаходиться в землі Баден-Вюртемберг. Підпорядковується адміністративному округу Фрайбург. Входить до складу району Ортенау.
Площа — 20,30 км2. Населення становить 1766 ос. (станом на 31 грудня 2020).